# Pseudocoris
Pseudocoris – rodzaj ryb okoniokształtnych z rodziny wargaczowatych.

## Klasyfikacja
Gatunki zaliczane do tego rodzaju:
- Pseudocoris aequalis
- Pseudocoris aurantiofasciata
- Pseudocoris bleekeri
- Pseudocoris heteroptera
- Pseudocoris ocellata
- Pseudocoris petila
- Pseudocoris yamashiroi